# Бертен, Луи-Франсуа (старший)
Луи-Франсуа Берте́н, в литературе называемый Старшим (фр. Louis-François Bertin, Bertin l'Aîné; 14 декабря 1766, Париж — 13 сентября 1841, там же) — французский журналист и политический публицист, владелец парижской газеты «Journal des débats».
Его портрет, выставлявшийся на парижском салоне художников в 1833 году, считается одним из известнейших произведений художника Энгра.

## Биография и деятельность
Сын одного из секретарей премьер-министра Шуазёля. Предназначался для духовного звания, но под влиянием революционных идей отказался от духовной карьеры и избрал журнальную деятельность.
В 1800 году он вместе с братом приобрёл у типографа Бодуэна (Baudoin) право издания существовавшего с 1789 года «Journal des Débats et des Décrets» (Газета политических и литературных дебатов), который стал выходить под его редакцией, как «Journal des Débats». Это была одна из немногих газет, продолжавших существовать после переворота 18 брюмера. Как искусно ни скрывалась между строками роялистская тенденция газеты, она не преминула возбудить против себя правительство Наполеона, а когда последний провозгласил себя императором (18 мая 1804), газета Бертена должна была, чтобы отстоять своё существование, сменить название на «Journal de l’Empire» (Газета империи) и стать послушным эхо официального «Moniteur’a». В 1814 г. Бертен вернул своей газете первоначальное название и открыто стал на сторону роялистов, за что во время Ста дней газету у него отобрали и передали более податливому журналисту.
В период Реставрации газета была надёжной опорой правительства, вплоть до перехода Шатобриана в оппозицию, увлекшего за собой и «Journal des Débats». Затем Бертен поддерживал в своей газете умеренное правительство Мартиньяка (1828—1829), но после выхода в отставку последнего снова перешёл в оппозицию и нападал на последнее министерство старой монархии. После Июльской революции в 1830 году Бертен поддержал новую династию, хотя постоянно сохранял известную самостоятельность.
Бертен скончался в 1841 году.

### Семья
Сыновья Арман (1801—1854) и Эдуард (1797—1871) после смерти отца продолжили его дело по изданию газеты. Дочь Луиза (1805—1877) — композитор и поэтесса.